# Grasshopper Club Zurich (handball)
Le Grasshopper Club Zurich handball était la section handball du club omnisports du Grasshopper Club Zurich basé à Zurich en Suisse. La section a été fondée en 1931.
En 2010, il a fusionné avec le ZMC Amicitia Zurich pour donner le GC Amicitia Zurich.
C'était le club le plus titré du Championnat de Suisse avec 21 titres.

## Palmarès
- Champion de Suisse (21) : 1950, 1951, 1952, 1954, 1955, 1956, 1957, 1962, 1963, 1964, 1965, 1966, 1968, 1969, 1970, 1975, 1976, 1977, 1979, 1990, 1991
- finaliste de la Coupe de Suisse (2)